# Amphidromus
Genre
Amphidromus est un genre d'escargots terrestres tropicaux à respiration aérienne de la famille des Camaenidae. 

## Description
Les coquilles des espèces de ce genre sont relativement grandes, de 25 à 75 mm de dimension maximale, et particulièrement colorées.
Ce genre est inhabituel en ce qu'il comprend des espèces à enroulement dextre et des espèces à enroulement senestre. De plus, certaines espèces sont particulièrement remarquables par leurs populations comprenant simultanément des individus à coquille enroulée à gauche et enroulée à droite. C'est un phénomène extrêmement rare, et très intéressant pour les biologistes. Les études portant sur l'anatomie des parties molles de ces espèces sont éparses et fragmentaires. Les informations sur l'anatomie interne ne sont connues que de quelques espèces, et aucune étude morphologique comparative plus importante n'a jamais été réalisée.
Les espèces du genre Amphidromus sont des escargots arboricoles. Cependant les habitudes alimentaires générales de ces escargots sont inconnues ; seules quelques espèces sont connues pour se nourrir de champignons microscopiques, de lichens ou d'algues terrestres. Elles sont elles-mêmes la proie des oiseaux, des reptiles et probablement aussi de petits mammifères tels que les rats.

## Historique
Au XVIIIe siècle, ils ont été parmi les premiers escargots terrestres indonésiens apportés en Europe par les voyageurs et les explorateurs. Depuis lors, le genre a été largement étudié : plusieurs monographies et catalogues complets ont été rédigés par des naturalistes et des zoologistes au cours de la période allant du début du XIXe au milieu du XXe siècle. Les études modernes se sont concentrées sur une meilleure compréhension des relations évolutives au sein du groupe, ainsi que sur la résolution de problèmes taxonomiques.

## Liste des espèces
Selon GBIF (10 juin 2023) :
- Amphidromus abbasi S.Y.Chan & S.K.Tan, 2010
- Amphidromus abbasorum Thach, 2017
- Amphidromus abbotthuberorum Thach, 2017
- Amphidromus adamsii (Reeve, 1848)
- Amphidromus agnieszkae Thach, 2020
- Amphidromus alfi Thach, 2020
- Amphidromus alicetandiasae J.Parsons, 2016
- Amphidromus alicjaboronae Thach, 2021
- Amphidromus alticola Fulton, 1896
- Amphidromus ameliae Dharma, 2007
- Amphidromus andamanicus (Hanley & Theobald, 1876)
- Amphidromus andytani Thach & Abbas, 2017
- Amphidromus angulatus Fulton, 1896
- Amphidromus anhdaoorum Thach, 2017
- Amphidromus anhduongae Thach, 2020
- Amphidromus annae E.von Martens, 1891
- Amphidromus anthonyabbotti Thach & F.Huber, 2017
- Amphidromus areolatus (L.Pfeiffer, 1861)
- Amphidromus arlingi Thach, 2017
- Amphidromus asper F.Haas, 1934
- Amphidromus atricallosus (A.Gould, 1843)
- Amphidromus attapeuensis Thach & F.Huber, 2017
- Amphidromus aureocincta Fulton, 1896
- Amphidromus backeljaui Thach, 2020
- Amphidromus baerorum Thach, 2017
- Amphidromus baili Thach, 2020
- Amphidromus banksi Butot, 1954
- Amphidromus baoi Thach, 2017
- Amphidromus baolocensis Thach & F.Huber, 2016
- Amphidromus bartschi Laidlaw & Solem, 1961
- Amphidromus basilanensis Bartsch, 1917
- Amphidromus bataviae (Grateloup, 1840) Grateloup, 1840
- Amphidromus beccarii (Tapparone Canefri, 1883)
- Amphidromus begini (Morlet, 1886)
- Amphidromus bernardfamyi Thach, 2017
- Amphidromus berschaueri Thach, 2018
- Amphidromus binhduongensis Thach & F.Huber, 2021
- Amphidromus binhphuocensis Thach, 2019
- Amphidromus boroni Thach, 2020
- Amphidromus bozhii Y.C.Wang, 2019
- Amphidromus bramvanderbijli Thach, 2019
- Amphidromus buelowi Fruhstorfer, 1905
- Amphidromus buluanensis Bartsch, 1917
- Amphidromus calista Pilsbry, 1900
- Amphidromus calvinabbasi Thach, 2017
- Amphidromus cambojiensis (Reeve, 1860)
- Amphidromus capistratus E.von Martens, 1903
- Amphidromus cargilei Thach & F.Huber, 2018
- Amphidromus centrocelebensis Bollinger, 1918
- Amphidromus christabaerae Thach, 2017
- Amphidromus cochinchinensis (L.Pfeiffer, 1857)
- Amphidromus coeruleus Clench & Archer, 1932
- Amphidromus cognatus Fulton, 1907
- Amphidromus columellaris Möllendorff, 1892
- Amphidromus comes (L.Pfeiffer, 1861)
- Amphidromus concinna Fulton, 1896
- Amphidromus consobrinus Fulton, 1897
- Amphidromus contrarius (O.F.Müller, 1774)
- Amphidromus cossignanii Thach, 2021
- Amphidromus costifer E.A.Smith, 1893
- Amphidromus crassa Fulton, 1899
- Amphidromus cruentatus (Morelet, 1875)
- Amphidromus dambriensis Thach & F.Huber, 2016
- Amphidromus dancei Dharma, 2021
- Amphidromus daoae Thach, 2016
- Amphidromus davidberschaueri Thach, 2021
- Amphidromus davidmonsecouri Thach, 2018
- Amphidromus dekkeri Thach, 2021
- Amphidromus delsaerdti Thach, 2016
- Amphidromus djajasasmitai Dharma, 1993
- Amphidromus dohrni (L.Pfeiffer, 1864)
- Amphidromus donchani Thach, 2019
- Amphidromus dongnaiensis Thach, 2018
- Amphidromus duboismercesylviae Thach & F.Huber, 2020
- Amphidromus dungae Thach, 2021
- Amphidromus eboricolor Thach, 2018
- Amphidromus eichhorsti Thach, 2020
- Amphidromus elviae Dharma, 2007
- Amphidromus elvinae Dharma, 2007
- Amphidromus enganoensis Fulton, 1896
- Amphidromus entobaptus Dohrn, 1889
- Amphidromus epidemiae Y.-C.Wang, 2021
- Amphidromus escondidus Poppe, 2020
- Amphidromus feliciae Thach & Abbas, 2020
- Amphidromus felixi Dharma, 2021
- Amphidromus fengae Y.C.Wang, 2019
- Amphidromus filozonatus (E.von Martens, 1867)
- Amphidromus flavus (L.Pfeiffer, 1861)
- Amphidromus floresi Bartsch, 1917
- Amphidromus floresianus Fulton, 1897
- Amphidromus franzhuberi Thach, 2016
- Amphidromus fraussenae Thach & F.Huber, 2017
- Amphidromus frednaggsi Thach & F.Huber, 2018
- Amphidromus friedahuberae Thach & F.Huber, 2017
- Amphidromus fultoni Ancey, 1897
- Amphidromus furcillatus (Mousson, 1849)
- Amphidromus fuscolabris Möllendorff, 1898
- Amphidromus gattingeri Thach & F.Huber, 2020
- Amphidromus gerberi Thach & F.Huber, 2017
- Amphidromus gisellelieae Thach & Abbas, 2022
- Amphidromus gittenbergeri Thach & F.Huber, 2018
- Amphidromus givenchyi Geret, 1912
- Amphidromus glaucolarynx (Dohrn, 1861)
- Amphidromus globonevilli Sutcharit & Panha, 2015
- Amphidromus grohi Thach, 2021
- Amphidromus gustafi Thach & F.Huber, 2020
- Amphidromus haematostoma Möllendorff, 1898
- Amphidromus hamatus Fulton, 1896
- Amphidromus harryleei Thach, 2020
- Amphidromus hassi Thach & F.Huber, 2018
- Amphidromus haszprunari Thach, 2020
- Amphidromus heerianus (L.Pfeiffer, 1871)
- Amphidromus heinrichhuberi Thach & F.Huber, 2016
- Amphidromus hejingi Thach, 2019
- Amphidromus herosae Thach, 2021
- Amphidromus hildagoi Bartsch, 1917
- Amphidromus hongdaoae Thach, 2017
- Amphidromus hosei E.A.Smith, 1895
- Amphidromus huanganhi Thach, 2020
- Amphidromus huberi Thach, 2014
- Amphidromus hueae Thach & F.Huber, 2016
- Amphidromus huynhanhi Thach, 2019
- Amphidromus huynhi Thach, 2019
- Amphidromus ilsa B.Rensch, 1933
- Amphidromus inconstans Fulton, 1898
- Amphidromus inflatus Fulton, 1896
- Amphidromus ingens Möllendorff, 1900
- Amphidromus inversus (O.F.Müller, 1774)
- Amphidromus iunior Cilia, 2013
- Amphidromus jadeni Thach, 2021
- Amphidromus janus (L.Pfeiffer, 1854)
- Amphidromus javanicus (G.B.Sowerby I, 1833)
- Amphidromus jeffabbasorum Thach, 2016
- Amphidromus johnstanisici Thach & F.Huber, 2017
- Amphidromus jomi Dumrongrojwattana, Wongkamhaeng & Tanamai, 2019
- Amphidromus jonabletti Thach, 2019
- Amphidromus juliekeppensae Thach, 2021
- Amphidromus juniorabbasi Thach, 2018
- Amphidromus kalaoensis Fulton, 1896
- Amphidromus kantori Thach & F.Huber, 2020
- Amphidromus keppensdhondtorum Thach, 2018
- Amphidromus khammouanensis Thach & F.Huber, 2017
- Amphidromus khoatuanorum Thach, 2021
- Amphidromus kiati Thach, 2020
- Amphidromus koenigi Thach & F.Huber, 2018
- Amphidromus koonpoi Thach & F.Huber, 2018
- Amphidromus kruijti P.Sarasin & S.Sarasin, 1899
- Amphidromus kuehni Möllendorff, 1902
- Amphidromus laevus (O.F.Müller, 1774)
- Amphidromus laii Thach, 2019
- Amphidromus lamdongensis Thach & F.Huber, 2016
- Amphidromus laosianus Bavay, 1898
- Amphidromus latestrigatus Schepman, 1892
- Amphidromus ledaoae Thach, 2016
- Amphidromus leeanus Thach, 2021
- Amphidromus lepidus (Gould, 1856) Gould, 1856
- Amphidromus leucoxanthus (E.von Martens, 1864)
- Amphidromus liei Thach, 2017
- Amphidromus lilianaboronae Thach, 2021
- Amphidromus lindstedti (L.Pfeiffer, 1857)
- Amphidromus loanphungae Thach, 2020
- Amphidromus loricatus (L.Pfeiffer, 1855)
- Amphidromus luangensis Gra-tes, 2015
- Amphidromus maculatus Fulton, 1896
- Amphidromus maculiferus (G.B.Sowerby I, 1838)
- Amphidromus madelineae Thach, 2020
- Amphidromus marekboroni Thach, 2021
- Amphidromus mariae Thach & F.Huber, 2017
- Amphidromus mariasandersae Thach & F.Huber, 2017
- Amphidromus marieabbasae Thach, 2017
- Amphidromus marki Thach, 2021
- Amphidromus markpankowskii Thach, 2020
- Amphidromus martensi O.Boettger, 1893
- Amphidromus maryae Thach, 2021
- Amphidromus masoni (Godwin-Austen, 1876)
- Amphidromus maxi Thach, 2020
- Amphidromus michaeli Thach, 2021
- Amphidromus mindoroensis Bartsch, 1917
- Amphidromus mingmini Thach, 2019
- Amphidromus minhthaoae Thach, 2020
- Amphidromus mirandus Bavay & Dautzenberg, 1912
- Amphidromus moniliferus (Gould, 1846)
- Amphidromus monsecourorum Thach & F.Huber, 2017
- Amphidromus montesdeocai Thach & F.Huber, 2017
- Amphidromus mouhoti (L.Pfeiffer, 1861)
- Amphidromus multicolor Möllendorff, 1893
- Amphidromus mundus (L.Pfeiffer, 1853)
- Amphidromus naggsi Thach & F.Huber, 2014
- Amphidromus ngai Thach, 2019
- Amphidromus nganguyeni Thach, 2021
- Amphidromus ngocae Thach, 2021
- Amphidromus ngocanhi Thach, 2017
- Amphidromus ngocngai Thach, 2017
- Amphidromus nguyenkhoai Thach, 2020
- Amphidromus nguyetminhae Thach, 2020
- Amphidromus niasensis Fulton, 1907
- Amphidromus nicoasiarum Thach, 2021
- Amphidromus nicoi Thach, 2017
- Amphidromus noriokowasoei Thach & F.Huber, 2017
- Amphidromus palaceus (Mousson, 1849)
- Amphidromus pallgergelyi Thach & F.Huber, 2018
- Amphidromus pamabbasae Thach, 2017
- Amphidromus pankowskiae Thach, 2020
- Amphidromus pankowskianus Thach, 2020
- Amphidromus pankowskiorum Thach, 2021
- Amphidromus patamakanthini Thach & F.Huber, 2018
- Amphidromus patbaili Thach & F.Huber, 2021
- Amphidromus pattinsonae Iredale, 1943
- Amphidromus perrieri Rochebrune, 1882
- Amphidromus persimilis J.Parsons, 2019
- Amphidromus perversus (Linnaeus, 1758)
- Amphidromus petestimpsoni Thach, 2021
- Amphidromus petuchi Thach, 2018
- Amphidromus phamanhi Thach, 2016
- Amphidromus phamanhorum Thach, 2021
- Amphidromus phamtuanhae Thach, 2021
- Amphidromus phamvutuanhae Thach, 2022
- Amphidromus philippeboucheti Thach, 2019
- Amphidromus phuonglinhae Thach, 2017
- Amphidromus pictus Fulton, 1896
- Amphidromus placidus Fulton, 1896
- Amphidromus placostylus Möllendorff, 1900
- Amphidromus poecilochroa Fulton, 1896
- Amphidromus poppei Thach, 2020
- Amphidromus porcellanus (Mousson, 1849)
- Amphidromus principalis Sutcharit & Panha, 2015
- Amphidromus protania Lehmann & Maassen, 2004
- Amphidromus psephos Vermeulen, Liew & Schilthuizen, 2015
- Amphidromus puspae Dharma, 1993
- Amphidromus qiongensis J.He & Q.-H.Zhou, 2017
- Amphidromus quadrasi Hidalgo, 1887
- Amphidromus quangtrungi Thach, 2021
- Amphidromus reflexilabris Schepman, 1892
- Amphidromus renkeri Thach, 2018
- Amphidromus reuselaarsi Thach, 2018
- Amphidromus rhodostylus Möllendorff, 1901
- Amphidromus richardi Severns, 2006
- Amphidromus richgoldbergi Thach & F.Huber, 2017
- Amphidromus ristiae Dharma, 2007
- Amphidromus robustus Fulton, 1896
- Amphidromus roeseleri Möllendorff, 1894
- Amphidromus roseolabiatus Fulton, 1896
- Amphidromus rottiensis S.Y.Chan & S.K.Tan, 2010
- Amphidromus salzmanni Thach & F.Huber, 2017
- Amphidromus sancangensis Dharma, 2007
- Amphidromus sandersae Thach & F.Huber, 2020
- Amphidromus sangiranensis Dharma, 2007
- Amphidromus schileykoi Thach, 2016
- Amphidromus schomburgki (L.Pfeiffer, 1860)
- Amphidromus sekincauensis Dharma, 2007
- Amphidromus semicinereus Thach, 2018
- Amphidromus semifrenatus E.von Martens, 1900
- Amphidromus semitessellatus (Morlet, 1885)
- Amphidromus setzeri Thach, 2015
- Amphidromus severnsi Thach, 2017
- Amphidromus similis Pilsbry, 1900
- Amphidromus simonei Thach, 2020
- Amphidromus sinensis (Benson, 1851)
- Amphidromus singalangensis H.Rolle, 1908
- Amphidromus sinistralis (Reeve, 1849)
- Amphidromus siongkiati Thach, 2019
- Amphidromus smithii Fulton, 1896
- Amphidromus sowerbyi Fulton, 1907
- Amphidromus sowyani Thach, 2019
- Amphidromus sriabbasae Thach, 2017
- Amphidromus stanyi Dharma, 2021
- Amphidromus stevenabbasorum Thach, 2021
- Amphidromus stevenliei J.Parsons, 2016
- Amphidromus stungtrengensis Thach & F.Huber, 2018
- Amphidromus sulphuratus (Hombron & Jacquinot, 1847)
- Amphidromus suluensis Bartsch, 1917
- Amphidromus sumatranus (E.von Martens, 1864)
- Amphidromus sumbaensis Fulton, 1896
- Amphidromus suspectus (E.von Martens, 1864)
- Amphidromus sylheticus (Reeve, 1849)
- Amphidromus sylviae Stark, 2017
- Amphidromus syndromoideus Inkhavilay & Panha, 2017
- Amphidromus szekeresi Thach, 2020
- Amphidromus taluensis Gra-tes, 2015
- Amphidromus tanyai Panha, 1996
- Amphidromus tavaresi Nobre, 1905
- Amphidromus tedbaeri Thach, 2017
- Amphidromus thachi F.Huber, 2015
- Amphidromus thachorum F.Huber, 2020
- Amphidromus thaitieni Thach & F.Huber, 2020
- Amphidromus thalassochromus Vermeulen & Junau, 2007
- Amphidromus theobaldianus (Benson, 1857)
- Amphidromus thomasi Thach, 2021
- Amphidromus thuthaoae Thach, 2021
- Amphidromus timorensis Parsons & Abbas, 2020
- Amphidromus trianensis Thach & F.Huber, 2018
- Amphidromus truongi Thach, 2021
- Amphidromus truongkhoai Thach, 2018
- Amphidromus tuanhae Thach, 2021
- Amphidromus tuani Thach, 2021
- Amphidromus tureki Thach, 2021
- Amphidromus ubaldii Dharma, 2021
- Amphidromus ventrosulus Möllendorff, 1900
- Amphidromus verbinneni Segers, 2020
- Amphidromus vietnamensis Thach & F.Huber, 2017
- Amphidromus vincekessneri Thach, 2020
- Amphidromus virescens (Swainson, 1822)
- Amphidromus walleri Thach, 2020
- Amphidromus waterstraati Rolle, 1903
- Amphidromus webbi Fulton, 1907
- Amphidromus winteri (L.Pfeiffer, 1849)
- Amphidromus xiaoxiaoi Y.-C.Wang & Parsons, 2022
- Amphidromus xiengensis Morlet, 1891
- Amphidromus yangbayensis Thach & F.Huber, 2016
- Amphidromus yauyeejiae Thach & Abbas, 2017
- Amphidromus yenlinhae Thach & F.Huber, 2017
- Amphidromus zebrinus (L.Pfeiffer, 1861)
- Amphidromus zelosus Y.-C.Wang & Z.-Y.Chen, 2021

## Systématique
Le nom valide complet (avec auteur) de ce taxon est Amphidromus Albers, 1850.
Amphidromus a pour synonymes :
- Amphidomus Dickerson, 1928
- Amphidronus Albers, 1850
- Goniodromus Bülow, 1905
- Syndromus Pilsbry, 1900

## Étymologie
Le nom est composé du préfixe amphi-, « des deux côtés », et du suffixe -dromos, courir, en raison de l'enroulement des coquilles de ces mollusques qui peut être aussi bien dextre que senestre.